# Paradela (Sever do Vouga)
Paradela is een plaats (freguesia) in de Portugese gemeente Sever do Vouga en telt 797 inwoners (2001).